# Ádám testamentuma
Az Ádám testamentuma ószövetségi apokrif irat.

## Nyelve, keletkezési ideje
Az irat szír, görög, arab, kasumi, etióp, régi grúz és örmény nyelven maradt fenn. Későbbi latin fordításának időpontja bizonytalan. Eredeti nyelve valószínűleg héber, görög vagy szír volt. Egyes kutatók feltételezik, hogy szerzője ismerte az Újszövetséget és a szír nyelvű Mária mennybemenetelét, és művét a 2.–4. században jegyezte le.
Az Ádám testamentuma párhuzamba állítható a Genezis midrás irodalmi változatával, tükröződik benne a 148. zsoltár és Ézsaiás (6:1-6), illetve Ezékiel (1:24) könyve is. Miközben az irat Jézus csodáiról elmélkedik, szól az antikrisztusról.

## Tartalma
A könyv 3 részre osztható. Az első két részben (az éjszaka óráinak szakasza, a nappal óráinak szakasza) Ádám egyes szám első személyben beszél és fiával, Séttel társalog, aki őt Isten tiszteletére oktatja. A harmadik részben (próféciák szakasza) feltárul Ádám előtt a teremtés titka, a vízözön története, és Krisztus születése, szenvedése és halála. A mű vége az angyali rendek hierarchiáját mutatja be.

## Magyar nyelvű fordítás
- Kmoskó Mihály: Testamentum Patris Nostri Adam in: Patrologia Syriaca I/2. Ed. Richard Gaffin. Paris, Firmin-Didot, 1907, 1309–1360.